# Пост-кала-азар дермальний лейшманіоз
Пост-кала-азар дермальний лейшманіоз (ПКДЛ)— це ускладнення, що виникає  після вісцерального лейшманіозу (ВЛ) і проявляється появою гіпопігментованих ділянок шкіри. Окрім цього, на шкірі можуть утворюватися папули різного розміру.  Висипання зазвичай з’являються навколо рота й поширюються на обличчя та верхню частину тулуба.   Загалом інші симптоми виражені слабо або повністю відсутні. 
В Індії ПКДЛ, як правило, виникає через кілька місяців або років після завершення лікування ВЛ, тоді як в Африці захворювання прогресує швидше.   В Індії ПКДЛ також може виникнути у людей, без діагностованого вісцерального лейшманіозу. Такі пацієнти можуть бути джерелом зараження паразитом  Leishmania donovani і сприяти подальшому поширенню хвороби.  Діагноз зазвичай встановлюється на основі клінічних проявів.  Вважається, що розвиток захворювання пов’язаний з імунною відповіддю організму на паразита. 
Лікування ПКДЛ часто проводиться антипаразитарними препаратами — мілтефозин, стібоглюконат натрію або амфотерицином B.  Водночас у Судані іноді можливе самовільне зникнення висипу без лікування.   Проте медикаментозна терапія триває кілька місяців.  Навіть після  завершення лікування шкірі може знадобитися тривалий час для повного відновлення. 
ПКДЛ переважно зустрічається в Судані та Індії — регіонах, ендемічних щодо Leishmania donovani.  Ускладнення виникає у 2,5-20% людей, які перенесли ВЛ.  І дорослі, і діти мають приблизно однакову ймовірність захворіти. Вперше захворювання було описане у 1922 році індійським лікарем сером Упендранатом Брахмачарі, який назвав його «дермальний лейшманоїд».  